# Columbus Ziggx
Die Columbus Ziggx waren ein kurzlebiges US-amerikanisches Frauenfußball-Franchise mit Sitz in Columbus, Ohio.

## Geschichte
Das Franchise stieg zur Saison 1995 in den Spielbetrieb der USL W-League ein. In ihrer ersten Saison schloss das Team auf dem dritten Platz der Central Division ab. Dieser Platz konnte auch in der darauffolgenden Saison 1996 eingefahren werden, diesmal nahm man sogar an den Playoffs teil, schied hier aber nach Elfmeterschießen gegen Dallas Lightning im Halbfinale aus. Zur Spielzeit 1997 wechselte man in die Midwest Division und belegte hier mit 16 Punkten aber doch mit deutlichem Abstand auf den ersten Chicago Cobras, den zweiten Platz. Gegen diese verlor man später auch mit 1:2 nach Verlängerung in den Divisional Playoffs. Die letzte Saison 1998 endete für das Team danach noch einmal mit 18 Punkten und dem vierten Platz. Nach vier Saisons wurde das Franchise wegen schwindendem Zuschauerinteresse aber auch aufgelöst.